# Pebre tendre

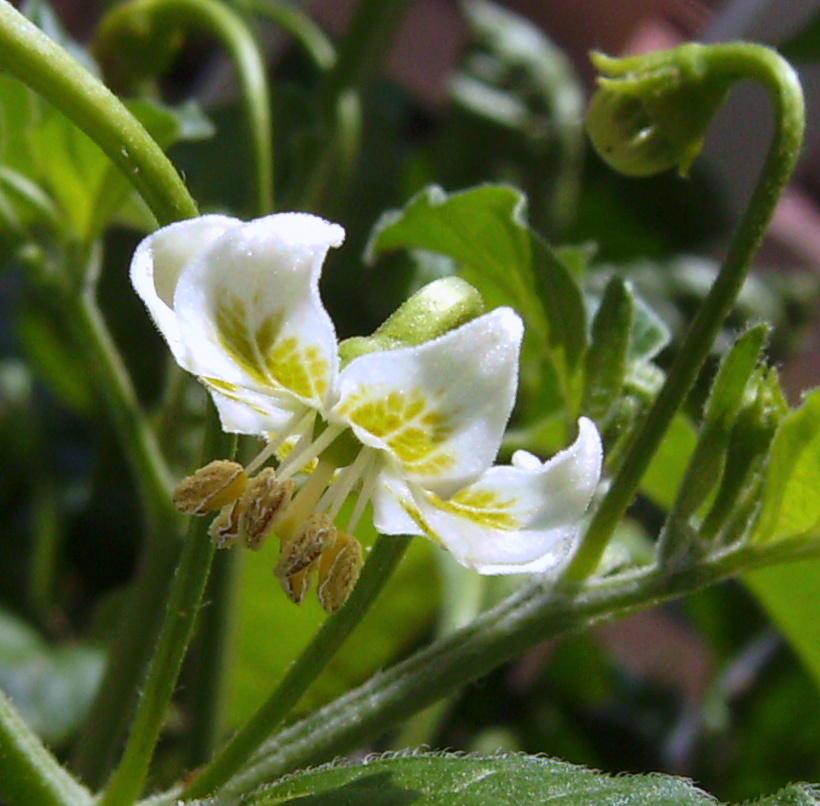
Flor de Capsicum baccatum de la varietat Bishop's crown cultivat a Barcelona

El pebre tendre o pebre blanc (Capsicum baccatum) és una espècie de pebre cultivada a Mallorca. El seu fruit s'usa per elaborar molts plats típics de Mallorca, entre ells, les sopes mallorquines (d'estiu), el trempó i la coca de trempó.
Hi ha varietats d'aquest pebrot amb flors de color blanc i crema. Els fruits, segons les varietats, presenten diverses formes i mides. Típicament els fruits pengen cap avall i tenen gust de cítrics o afruitat. És un dels principals ingredients del chimichurri.

## Origen i distribució
Està associat amb la gastronomia peruana (ají) també és comú a Bolívia i no tant a altres llocs d'Amèrica del Sud. La cultura mochica sovint representava fruits i verdures en el seu art, incloent-hi també els pebres tendres.